# Otto Hammann
Otto Hammann, född 23 januari 1852 i Blankenhain, död 18 juni 1928 i Fürstenberg/Havel, var en tysk politisk skriftställare.
Hammann blev 1875 juris doktor, var 1877–1893 medarbetare i bland annat "Schlesische Zeitung" och "Münchener Allgemeine Zeitung", blev 1894 föredragande råd för pressärenden i tyska utrikesministeriet och förestod, slutligen med titeln ministerialdirektor, dess pressavdelning till 1917.
Otto Hammann utgav de för kännedomen om tysk utrikespolitik värdefulla memoararbetena Der neue Kurs (1918), Zur Vorgeschichte des Weltkriegs (1918), Um den Kaiser (1919; "Kring kejsaren", 1920) samt Der missverstandene Bismarck. 20 Jahre deutscher Weltpolitik (1921) och Bilder aus der letzten Kaiserzeit (1922).